# Piazza Vittorio Veneto

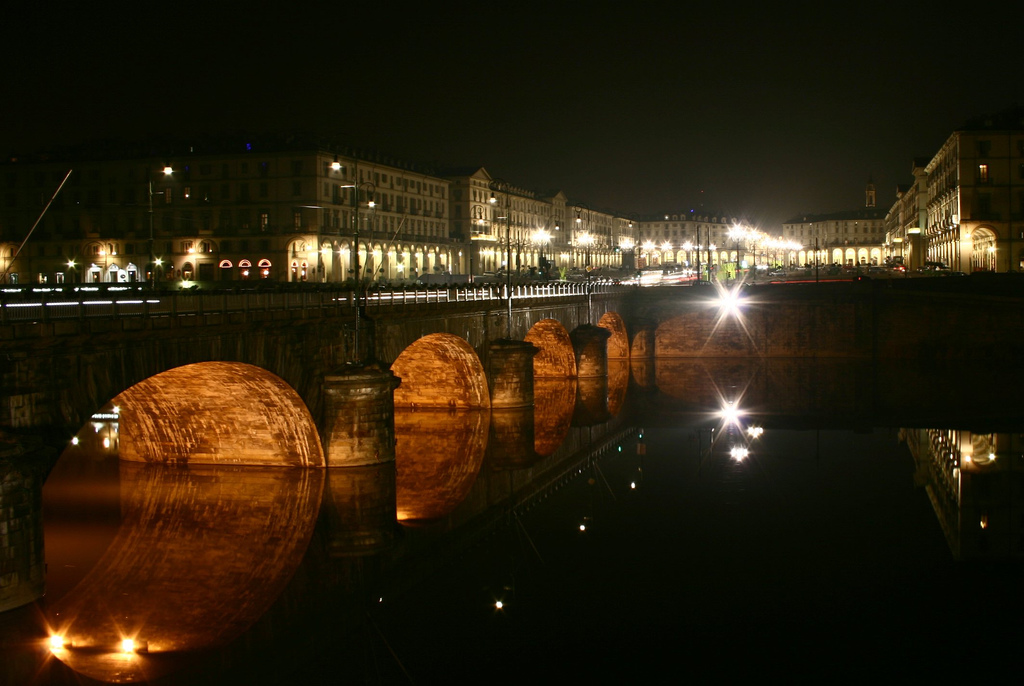
Vista nocturna de la Piazza Vittorio Veneto desde la orilla de la Gran Madre.

La Piazza Vittorio Veneto es una plaza situada en pleno centro de Turín, Italia. Es llamada por los turineses simplemente Piazza Vittorio (que no debe confundirse con el Corso Vittorio, es decir, el Corso Vittorio Emanuele II).
Está situada al final de la Via Po, cerca del río Po, cerrándose en torno al ponte Vittorio Emanuele I que la une con la plaza de la Chiesa della Gran Madre di Dio y el barrio de Borgo Po.
Tiene una superficie de unos 39 960 m² (360 metros de longitud y 111 metros de anchura máxima).
La plaza es lugar de encuentro y reunión juvenil. Son muy numerosos los locales que hay en ella, más frecuentados por la tarde en semana y sobre todo los fines de semana.

## Historia

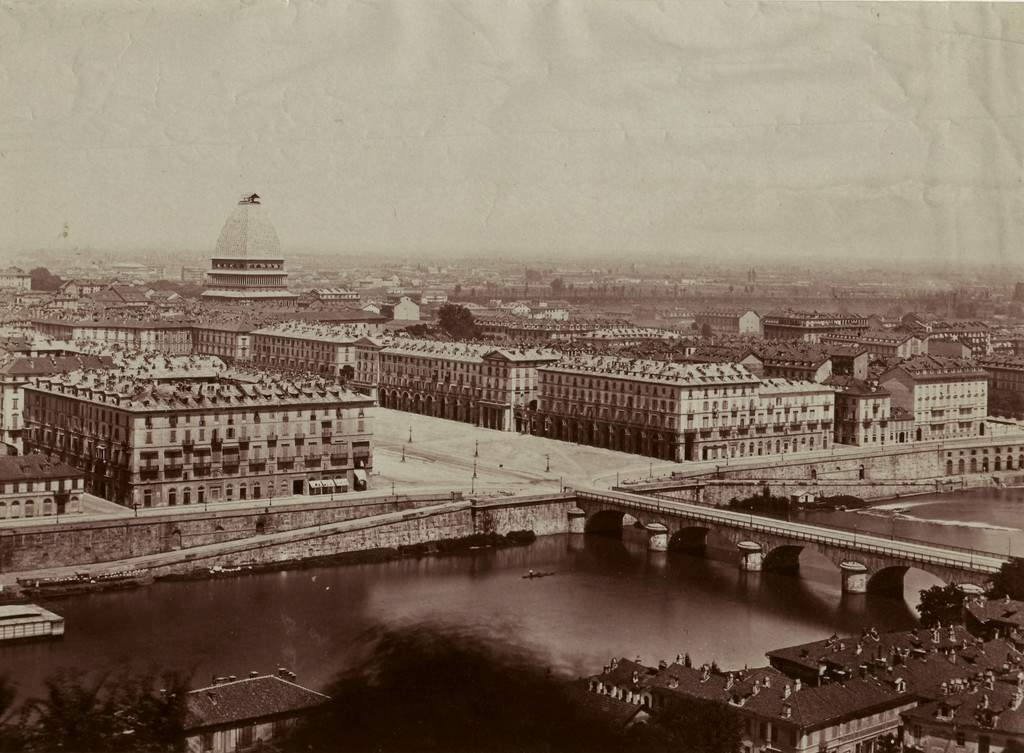
La plaza vista desde la orilla opuesta del Po.

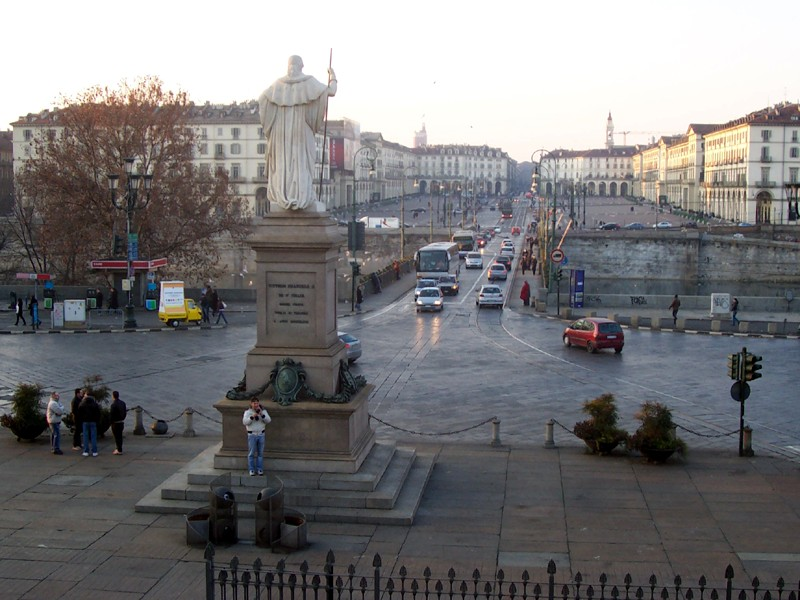
La plaza en la actualidad.

El espacio entre la Via Po, construida durante la segunda expansión urbanística del siglo XVII, y el río fue usado durante mucho tiempo como plaza de armas; en el periodo napoleónico la demolición de las murallas de la ciudad abrió la posibilidad de nuevas expansiones y en 1810 se procedió a la reconstrucción en piedra del puente sobre el río Po, entonces llamado Vittorio Emanuele I. La construcción del nuevo puente conllevó la demolición de un edificio usado como almacén y de la Iglesia de los Santos Marcos y Leonardo, construida en 1333 y reconstruida en 1740 por el arquitecto Bernardo Vittone.
Después de 1817 se decidió la ampliación de la ciudad hacia el río y la construcción de una plaza en eje con la via Po y el Borgo Nuovo; la plaza, completada en 1825 según el proyecto del arquitecto Giuseppe Frizzi, se llamó originalmente en honor a Víctor Manuel I, y se le dio el nombre actual tras la Primera Guerra Mundial, cuando, al tener que elegir una plaza para dedicarla a la victoriosa batalla de Vittorio Veneto, se optó por esta, porque popularmente ya era conocida como Piazza Vittorio.
Este nuevo escenario desempeñó durante mucho tiempo la función de "plaza de armas", también debido al leve desnivel del suelo que contribuyó a aumentar el efecto escénico con ocasión de las reuniones militares. Entre el lado en el que comienza Via Po y el del río hay 7,19 m de desnivel. El arquitecto Giuseppe Frizzi, que proyectó los edificios porticados en los dos lados de la plaza, los diseñó de modo que se escondiera este desnivel.
Para celebrar el retorno al poder de la Casa de Saboya se construyó en 1814, en la orilla opuesta a la actual Piazza Vittorio Veneto, la Chiesa della Gran Madre di Dio.
La plaza se usó a menudo durante el fascismo para reuniones militares y eventos oficiales como la visita del Duce, y también para el desfile tras la liberación de la ciudad. 
En los años sesenta se instaló la iluminación de la plaza con las típicas "farolas imperio con brazo a cornucopia".
El 1 de mayo de 1971 la plaza fue escenario de un trágico hecho criminal, el asesinato con arma de fuego de cuatro personas en el bar en la esquina con el Lungopo Armando Diaz.
Desde 1945 la plaza es lugar de reunión y salida de desfiles de trabajadores por la festividad del Uno de Mayo.

## Acontecimientos
- Dada su extraordinaria capacidad, la plaza ha acogido desde siempre eventos de masas como conciertos, espectáculos o manifestaciones culturales. Aquí se realizan tradicionalmente los festejos de clausura de la fiesta patronal de San Juan Bautista, con los famosos fuegos artificiales que atraen una media de 200 000 personas de toda la ciudad

- Durante mucho tiempo, hasta 1986, la plaza ha sido la sede principal del Carnaval de Turín, con los típicos desfiles de máscaras y las numerosas juegos y puestos de feria: en julio de 1986 una orden del prefecto prohibió el uso de la plaza con tal fin y el Carnaval de 1987 sería el primero que se celebraría fuera de este lugar.[6]

- En junio de 1994 albergó una etapa del programa de televisión Karaoke, presentado por la popular Rosario Fiorello.

- En 2007, durante la Universiada de Invierno de 2007, albergó muchos conciertos, inaugurados el 18 de enero por Africa Unite y clausurados el 27 de enero por Frankie hi-nrg MC

- Desde el 8 hasta el 18 de mayo de 2007, la plaza albergó la estancia en Turín del show MTV Italia, TRL On Tour.

## La Piazza Vittorio Veneto en el cine
- La loca persecución de los coches de Un trabajo en Italia de Peter Collinson, de 1969, atraviesa los pórticos de la Piazza Vittorio Veneto
- Algunas escenas nocturnas de la película La seconda volta, de Mimmo Calopresti, de 1995, se rodaron en una Piazza Vittorio llena de gente y tráfico

## Galería de imágenes

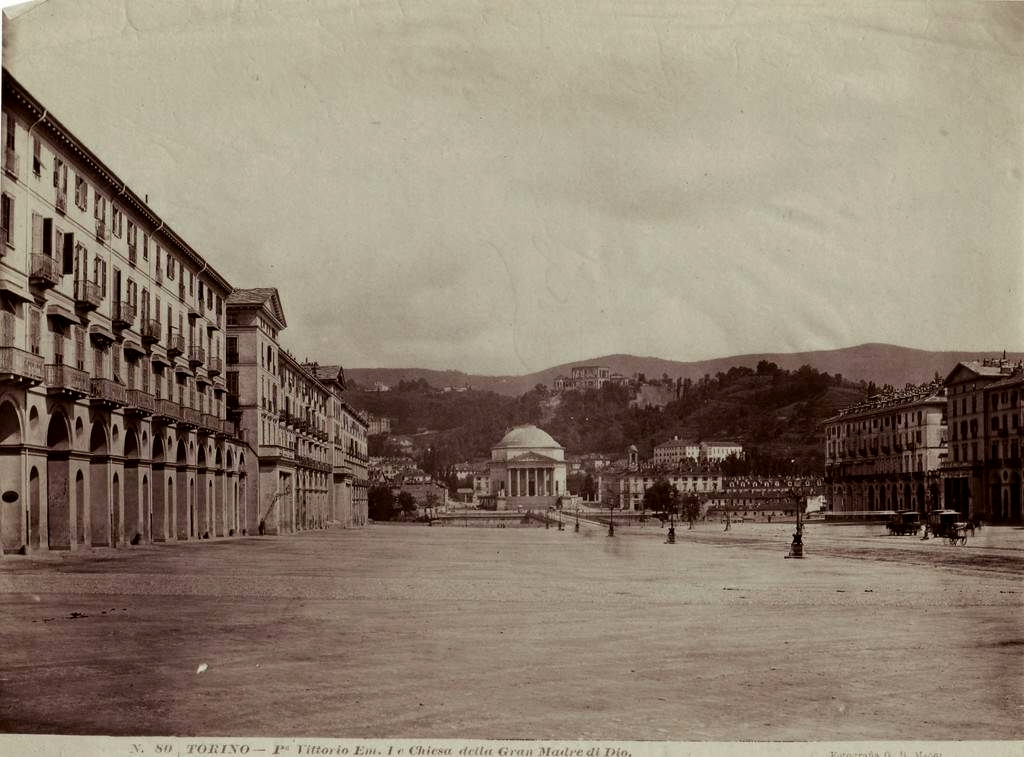
La plaza en una foto de finales del siglo XIX. Al fondo la Chiesa della Gran Madre di Dio
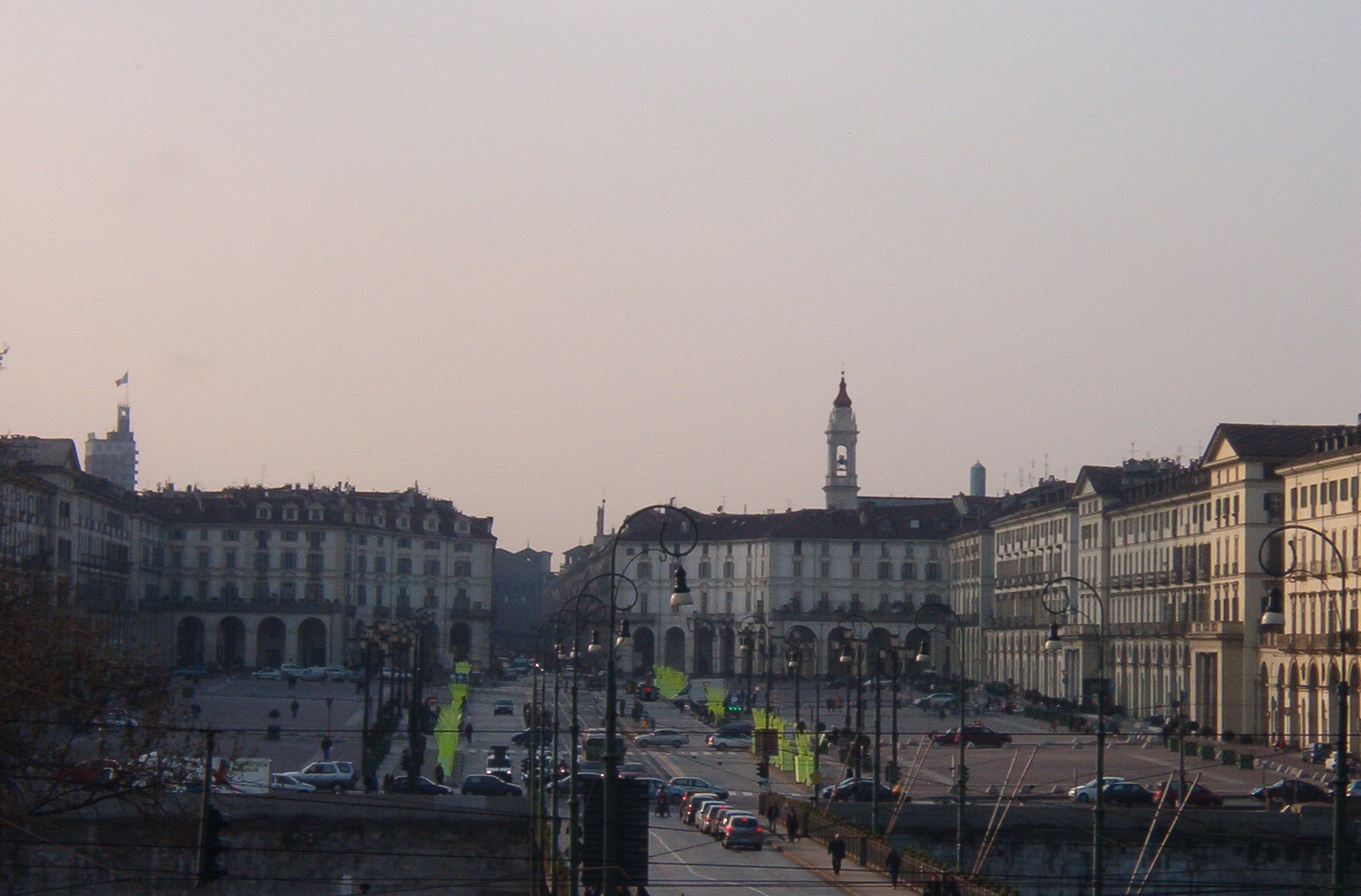
La Piazza Vittorio Veneto vista desde la orilla opuesta del Po
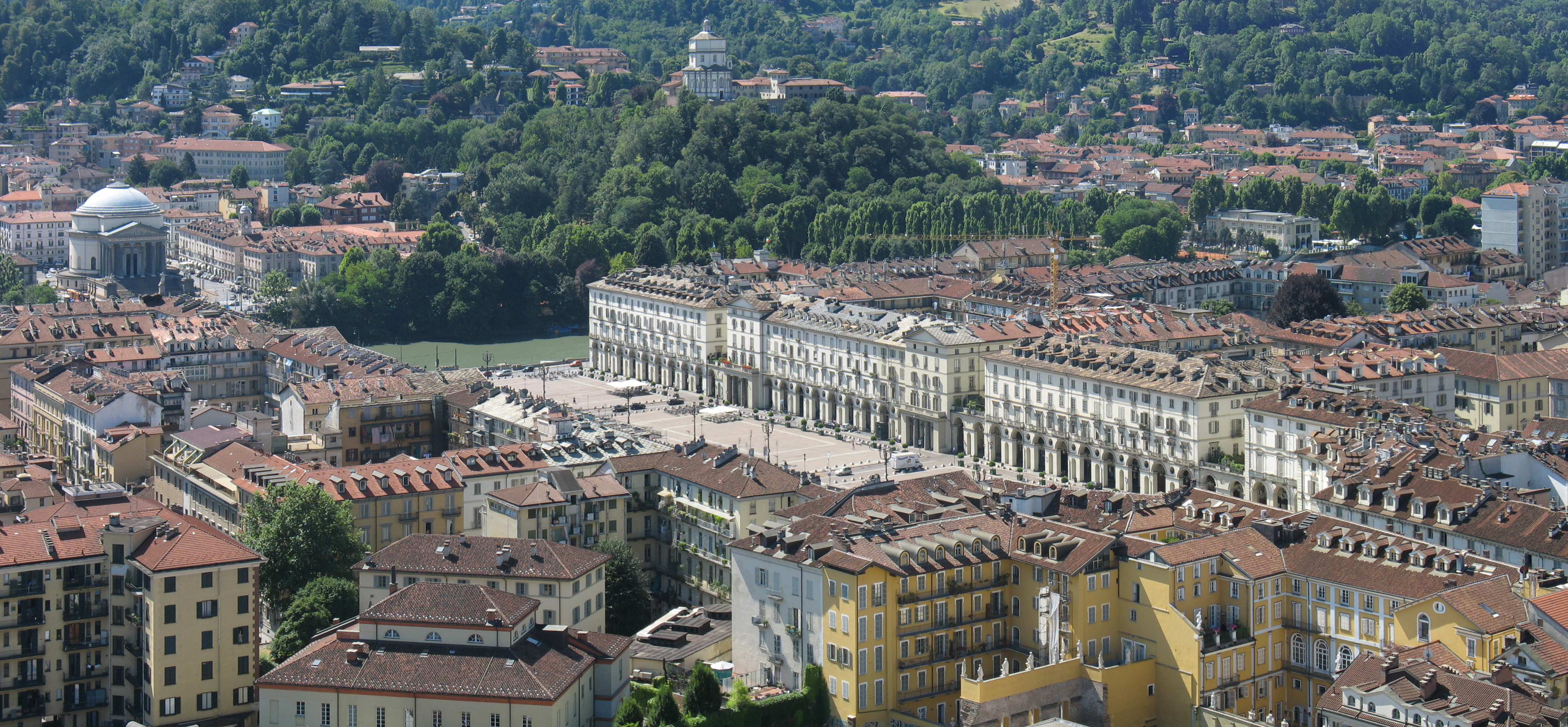
Piazza Vittorio Veneto vista desde la Mole Antonelliana
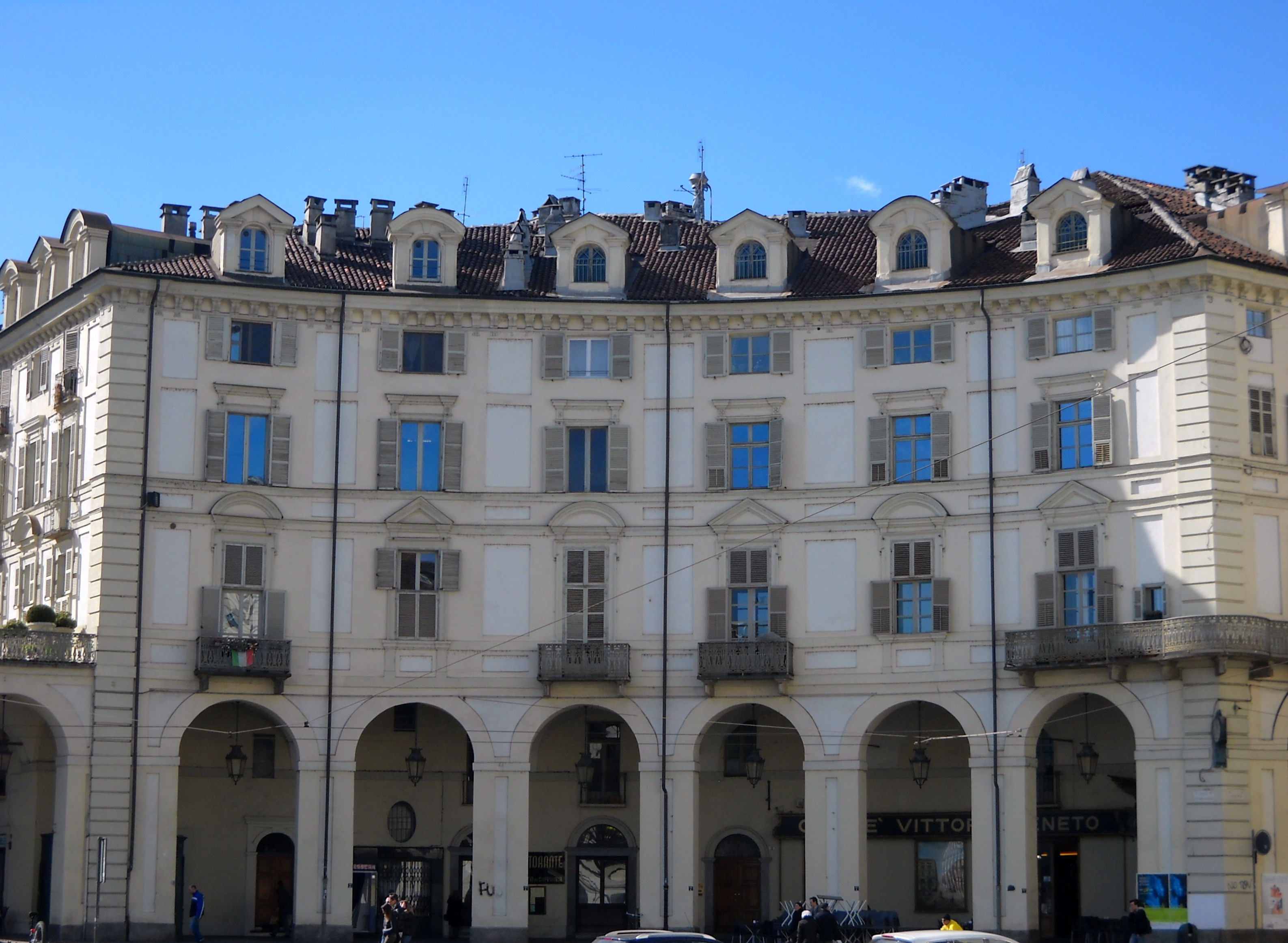
Edificio en la esquina con la Via Po